# Krušedol
Krušedol je  srijemsko naselje koje se sastoji od Krušedol Sela i Krušedol Prnjavora.
Nalazi se na južnim padinama Fruške gore, u iriškoj općini. 1991. godine, Krušedol Selo je imalo 372, a Krušedol Prnjavor 229 stanovnika.
U Krušedol Selu živi pretežno starosjedilačko srijemsko srpsko stanovništvo. Selo je nastalo krajem 15. stoljeća. Ovdje postoji relativno stara crkva, Sretenjska crkva, koja je nekadašnja zadužbina i ženski manastir majke Angeline iz 1512. – 1516. godine, gdje je ona živjela i umrla.
Naseljavanje Krušedol Prnjavora vezano je za izgradnju manastira Krušedol, koji je podigao Đorđe Branković u razdoblju 1509. – 1512. godine. Manastir je raspolagao velikim posjedima koji su zahtijevali radnu snagu, pa je na svojim imanjima naseljavao siromašne seljake i izbjeglice s turskog teritorija.
U manastirskoj crkvi nalazi se grobni spomenik srpskog kralja Milana Obrenovića izveden 1901. prema projektima Hermana Bolléa u radionicama zagrebačke Obrtne škole.